# Planomicrobium mcmeekinii
 Planomicrobium mcmeekinii ist eine Art der Bakterien. Die Art zählt zu den Bacillota. Isoliert wurde es von Eis der antarktischer See.

## Merkmale

### Erscheinungsbild
Die Zellen von Planomicrobium mcmeekinii sind kokkal oder bilden kurze Stäbchen. Sporen werden nicht gebildet. Das Bakterium ist 0,8–1,2 μm breit und 0,8–10 μm lang. Es ist Gram-positiv und tritt einzeln auf. Es ist begeißelt.

### Wachstum und Stoffwechsel
Planomicrobium mcmeekinii ist chemoorganotroph und aerob. Wachstum erscheint bei Temperaturen zwischen 0 und 37 °C. Es toleriert NaCl-Werte von 0 bis zu 14 %. Planomicrobium mcmeekinii ist somit halotolerant. Als einzige Kohlenstoffquelle können Propionsäure, Pyruvat, Acetat und Malat dienen. Es kann Gelatine und Casein durch Hydrolyse verwerten. Polysorbat 80 (Tween 80) und Aesculin kann es nicht hydrolysieren. Der Katalase-Test verläuft positiv, der Oxidase-Test und Urease-Test negativ. Nitrat wird zu Nitrit reduziert.

### Chemotaxonomische Merkmale
Der GC-Gehalt in der DNA liegt bei 45,3 Mol-Prozent. Die überwiegend vorhandenen Menachinone sind MK-7 und MK-8
Die Zellwand enthält Lysin, Glutaminsäure, Asparaginsäure und Alanin (Peptidoglycantyp A4α).

## Systematik
Planomicrobium mcmeekinii zählt zu der Familie Planococcaceae.
Sie wurde im Jahr 1998 zuerst zu der Gattung Planococcus gestellt. Jung-Hoon Yoon stellte das Bakterium 2001 zu der Gattung Planomicrobium. Benannt ist das Bakterium nach Thomas A. McMeekin, ein australischer Mikrobiologe.